# Гуч-боца
Гуч-боца (позната и као Бихнерова боца), названа по индустријском хемичару Ернсту Бихнеру, је део лабораторијског посуђа који се, заједно са Бихнеровим левком или гучем, користи при филтрацији. Гуч-боца има изглед ерленмајера са додатком ребрасте стаклене цеви са стране. Захваљујући ребрима на цеви, могуће је на гуч-боцу прикључити црево без бојазни да ће се одвојити. Зидови гуч-боце се праве од дебелог стакла које може издржати вакуум који се ствара приликом употребе.

## Употреба
Гуч-боца се користи заједно са другим делом лабораторијског посуђа, као што су Бихнеров левак (у том случају се у левак ставља филтер-папир) или гуч, који се на боцу монтира заједно са гуменим адаптером. Цев гуч-боце се прикључи преко црева на извор вакуума (вакуум-пумпу). Извор вакуума се активира, а на Бихнеров левак или гуч се сипа смеша која се одваја филтрирањем. Талог остаје на Бихнеровом левку или гучу, а филтрат се скупља у гуч-боци.